# Станіслав Строїнський
Станісла́в Строї́нський (пол. Stanisław Stroiński; бл. 1719 Львів — 26 квітня 1802 там само) — польський художник-монументаліст Галичини доби бароко та раннього класицизму.

## Біографія
Народився близько 1719 року у Львові в незаможній родині Юзефа Строїнського і Катерини з Хировських. Навчання живопису розпочав у 16-річному віці. Місце навчання не з'ясовано. За різними версіями міг бути учнем Франциска та Себастьяна Екштайнів (припущення Збіґнєва Горнунґа), або ченця-бернардинця Бенедикта Мазуркевича. Є також гіпотеза про навчання Строїнського в Римі (документальних свідчень немає). 1745 року вийшов із львівського малярського цеху. 1759 року отримав статус Pictor Sacrae Regiae Majestati (Маляр Його Королівської Величності), 1764 року — право носити шпагу, 1765 — посаду королівського секретаря, найвищу відзнаку митців того часу. Відомо про скарги на Строїнського від 1751 і 1771 років через його непідпорядкування львівському малярському цеху. Працював монументалістом, займався фресковими розписами. Збережених олійних робіт немає, вони відомі майже виключно з архівних згадок. Учнями митця були живописці Юзеф Язвинський, Юрій Радивиловський, монах-паулін Марцелій Добженівський. У Львові від 1783 року Строїнський жив у будинку № 39 на площі Ринок.
Строїнський був одним із фігурантів незрозумілого епізоду, описаного істориком Францішеком Яворським. 4 листопада 1780 року група львівських малярів у складі Остапа Білявського, Матвія Міллера, Юзефа Хойніцького, Томаса Гертнера, на чолі зі Станіславом Строїнським з'явилась у ратуші і вимагала видачі їм усіх документів про привілеї малярського цеху, які протягом всієї історії цеху зберігались у ратуші на депозиті. Магістрат не чинив перешкод і видав усі документи. Ситуація виглядає незрозумілою ще з тієї причини, що перелічені митці до цеху в той час не належали.
Станіслав Строїнський був одружений тричі. Перший шлюб із Терезою Шепелінською відбувся 24 липня 1740 у львівському костелі Марії Сніжної. У цьому шлюбі народились дві доньки — Катерина і Констанція, син Антоній. Пізніше був одружений з Аґатою Кадохувною, з якою мав сина Людвіка, а 1771 року одружився з Вікторією Струсувною з Хорошевських, яка народила йому сина Антонія і чотирьох доньок. Старший син Антоній став живописцем, зокрема, здобув освіту в академії св. Луки в Римі. Помер 1820 року. Станіслав Строїнський мав молодшого брата Мартина (Марціна) (1735—1800), також живописця. Художником був зять Юзеф Хойницький, відомий зокрема своїми розписами у Латинському катедральному соборі Львова.
Роботи
- Безкоштовно виконав розписи костелу бернардинського монастиря у Львові (1746).
- Розписи каплиці Святого Причастя при катедральному костелі в Перемишлі (1744—1750)
- Розписи інтер'єрів костелу Найсвятішої Трійці монастиря тринітаріїв у Львові (не збережені).
- Розписи костелу Матері Божої Сніжної (не збережені).
- Образи для костелу монастиря бернардинців у Любліні (1752—1753).
- Розписи інтер'єру бернардинського костелу в Лежайську, виконані спільно з Клосовським і Войтановським (1752).
- Фрески костелу бернардинців під Сокалем виконані у 1756—1759 роках (більшість знищено пожежею 1852 року).
- Розписи костелу в Лопатині.
- Фрески костелу кларисок у Львові (1760-ті).
- Розписи палацу архієпископів на Ринку, 9 у Львові (1760-ті).
- Розписи домініканського костелу в Тернополі.
- Розписи вівтарної частини храму домініканського монастиря в Підкамені (1766).
- Розписи в палаці Любомирських у Львові у 1760-х роках. Відомо про виплату архітектором палацу Яном де Вітте гонорару за оформлення однієї з зал.
- Розписи, виконані спільно з братом Мартином, а також низкою інших митців у Латинському катедральному соборі Львова (друга пол. 1760-х — початок 1770-х).[6]
- На замовлення Франциски Жевуської 1774 року оздобив фресковим живописом салон, плафони покоїв та передпокоїв кам'яниці на площі Ринок, 3.[7]
- Образ із зображенням св. Еразма на менсі бічного вівтаря парафіяльного костелу в Дрогобичі (1790). Не збережений.[3]
- декорація інтер'єрів костелу святого Станіслава (Гусаків) та костелу францисканців (Перемишль), обидва - разом з Томасом Гертнером)[8]
- Він або брат Мартин розписали інтер'єр костелу Різдва Пречистої Діви Марії і Святого Щепана у Золотому Потоці[9]
- Можливо, розписи церкви Святого Миколи у Сокалі[10]